# Facultad de Ciencias del Deporte de Cáceres
La Facultad de Ciencias del Deporte de Cáceres es una de las facultades del Campus de Cáceres, en la ciudad de Cáceres (España). Fundada en 1994, oferta enseñanzas de pregrado y posgrado sobre actividad física y deporte.

## Información académica

### Organización
La Facultad de Ciencias del Deporte de Cáceres se compone de diez departamentos, con sus correspondientes áreas de conocimiento:

#### Anatomía, Biología Celular y Zoología
- Anatomía y Embriología humana

#### Derecho Público
- Derecho Administrativo

#### Didáctica de la Expresión Musical, Plástica y Corporal
- Didáctica de la Expresión Corporal
- Educación Física y Deportiva

#### Dirección de Empresas y Sociología
- Organización de Empresas
- Sociología

#### Fisiología
- Fisiología

#### Historia
- Historia Contemporánea

#### Ingeniería de Sistemas Informáticos y Telemáticos
- Lenguajes y Sistemas Informáticos

#### Matemáticas
- Estadística e Investigación Operativa

#### Producción Animal y Ciencia de los Alimentos
- Nutrición y Bromatología

#### Psicología y Antropología
- Psicología Evolutiva y de la Educación

### Clasificaciones universitarias
Según el Global Ranking of Sport Science Schools and Departments del año 2024, está en la 4ª posición de las Facultades Españolas.

## Titulaciones ofertadas

### Grados[3]
- Grado En Ciencias De La Actividad Física Y Del Deporte

### Másteres[4]
- Máster Universitario En Iniciación Y Rendimiento En El Deporte
- Máster Universitario En Promoción De La Salud Mediante La Actividad Física

## Comunidad

### Estudiantes
En el curso académico 2024-2025, la Facultad cuenta con 433 estudiantes, de los que 384 son alumnos de pregrado y 49 de posgrado.

### Profesores
En el curso académico 2024-2025, la Facultad cuenta con 52 profesores. 